# Stade Şükrü Saracoğlu
Pour les articles homonymes, voir Saracoğlu.
Le Şükrü Saracoğlu Spor Kompleksi (nom d'un ancien premier ministre turc) est le stade de l'une des plus célèbres équipes turques : Fenerbahçe. Il se trouve sur la rive asiatique d'İstanbul, dans le grand quartier de Fenerbahçe à Kadıköy.
En 2015, à la suite d'un accord de naming avec la société turque d'agroalimentaire Ülker, le nom du stade est devenu Fenerbahçe Ülker Arena pour une durée de 10 ans. Pour ce partenariat, Fenerbahçe percevra au total 100 millions de dollars.

## Historique
À la suite d'une reconstruction en 2006, il répond aux critères des stades 5 étoiles de l'UEFA (remplacés en 2006 par la catégorie 4 UEFA) et sa capacité est de 52 050 places. Le stade accueille la finale de la coupe UEFA 2008-2009.

## Évènements
- Finale de la Coupe UEFA 2008-2009, 20 mai 2009.

## Galerie

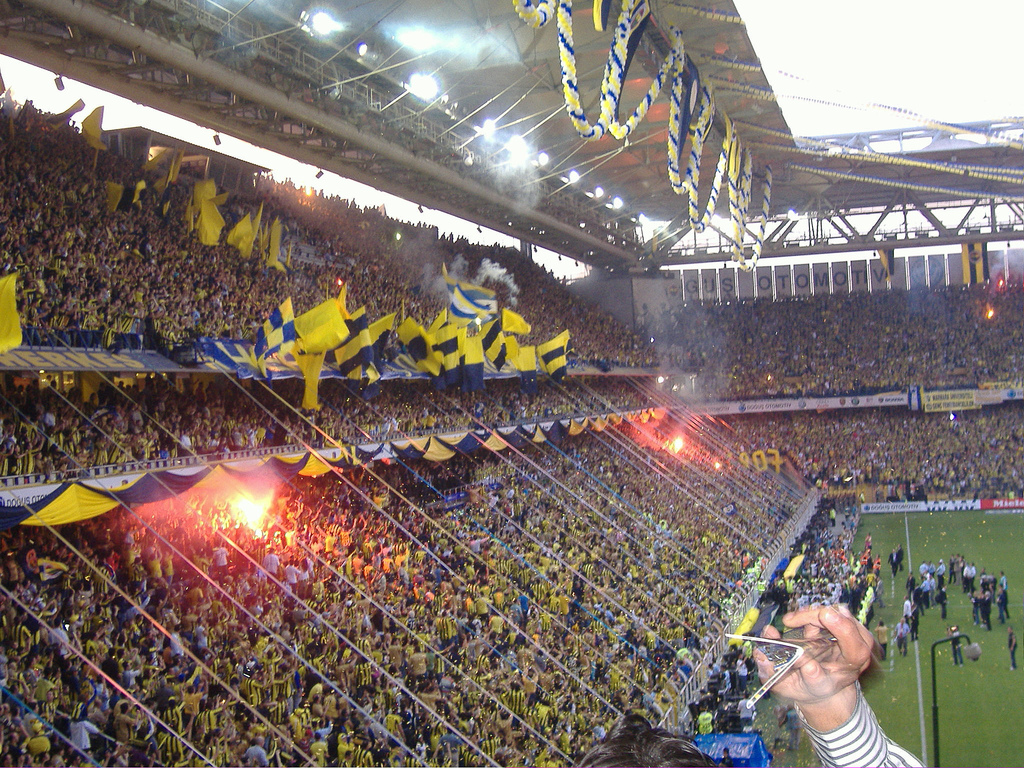
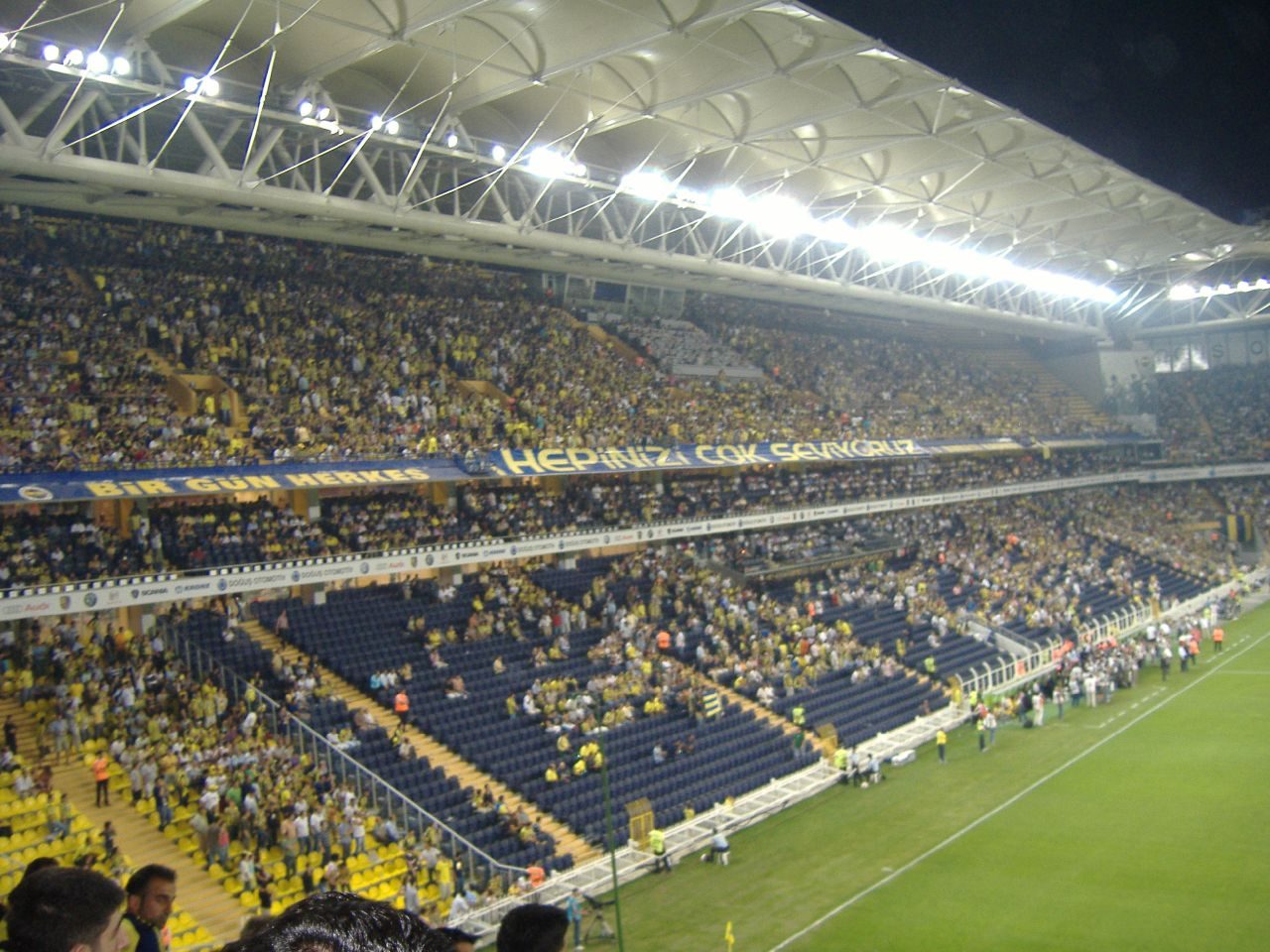
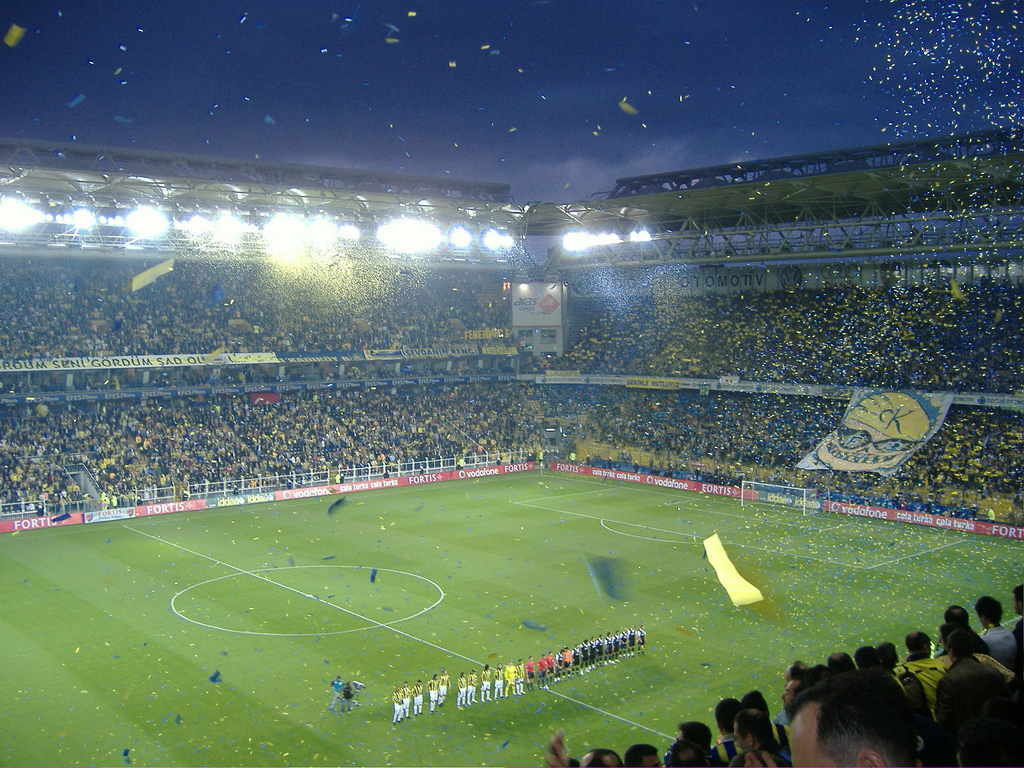
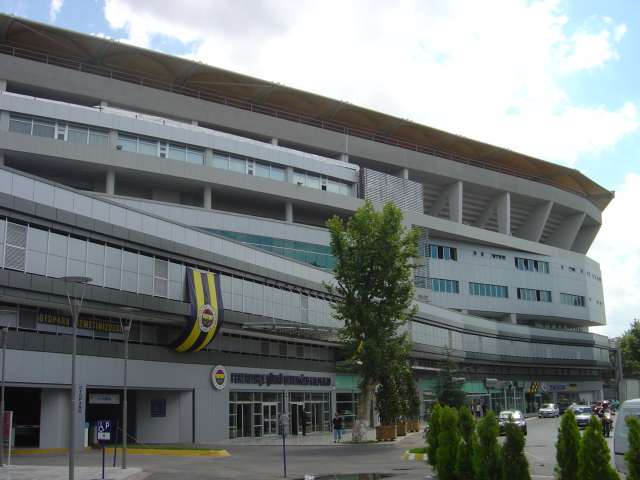